# Heinz Wagner (Politiker, 1939)
Heinz Wagner (* 16. September 1939 in Freiberg; † 31. März 2018) war ein deutscher Politiker (CDU der DDR).
Wagner besuchte die Grundschule in Freiberg. Er machte die Zimmererlehre und wurde nach dem erfolgreichen Ablegen der Meisterprüfung 1965 zum Zimmerermeister ernannt. Daraufhin studierte er an der Hochschule für Bauwesen Leipzig zum Bauingenieur für Hochbau.
Nach seiner Zeit als Zimmerer arbeitete Wagner als technischer Leiter einer handwerklichen Produktionsgenossenschaft, als Bauleiter, stellvertretender Kreisbaudirektor sowie leitender Kreisbaudirektor im Kreis Hohenstein-Ernstthal und Oberingenieur.
Wagner trat 1968 in die DDR-CDU ein. 1978 wurde er dort in den Kreisvorstand und das Sekretariat in Hohenstein-Ernstthal gewählt. Er war auch Vorsitzender der Ortsgruppe. Wagner wurde 1990 in die letzte Volkskammer der DDR gewählt und gehörte danach bis Ende des Jahres dem Deutschen Bundestag an.
Heinz Wagner wohnte in St. Egidien. Er war verheiratet und hatte zwei Kinder.